# Подград (Љубљана)
Подград (словен. Podgrad) је насељено место у саставу градске општине Љубљана, Средњесловенска регија, Словенија.

## Историја
До територијалне реорганизације у Словенији био је у саставу града Љубљане, односно старе општине Мосте-Поље.

## Становништво
У попису становништва из 2021. године, Подград је имао 286 становника.
| Број становника према пописима | Број становника према пописима | Број становника према пописима | Број становника према пописима |
| ------------------------------ | ------------------------------ | ------------------------------ | ------------------------------ |
| 1991                           | 2002                           | 2011                           | 2021                           |
| 148                            | 220                            | 233                            | 286                            |

Напомена: Године 1987. повећано за делове насеља Лазе при Долскем (Дол при Љубљани) и Внајнарје.

## Галерија
- фабрика "Арбо"
- ушће Љубљанице у Саву